# Cryptolabis (Cryptolabis) pendulifera
Cryptolabis (Cryptolabis) pendulifera is een tweevleugelige uit de familie steltmuggen (Limoniidae). De soort komt voor in het Neotropisch gebied.